# Monumento a Santo António
O Monumento a Santo António é um monumento em Lisboa, en Portugal, localizado em Praça de Alvalade. Consiste numa estátua de bronze sobre um pedestal formado por 4 blocos de mármore. A estátua representa Santo António de Lisboa, um padre católico romano dos séculos XII e XIII, que é o padroeiro oficial da cidade de Lisboa. O monumento foi da autoria do arquitecto Carlos Antero Ferreira e do escultor António Duarte, e inaugurado em 4 de Outubro de 1972.

## História

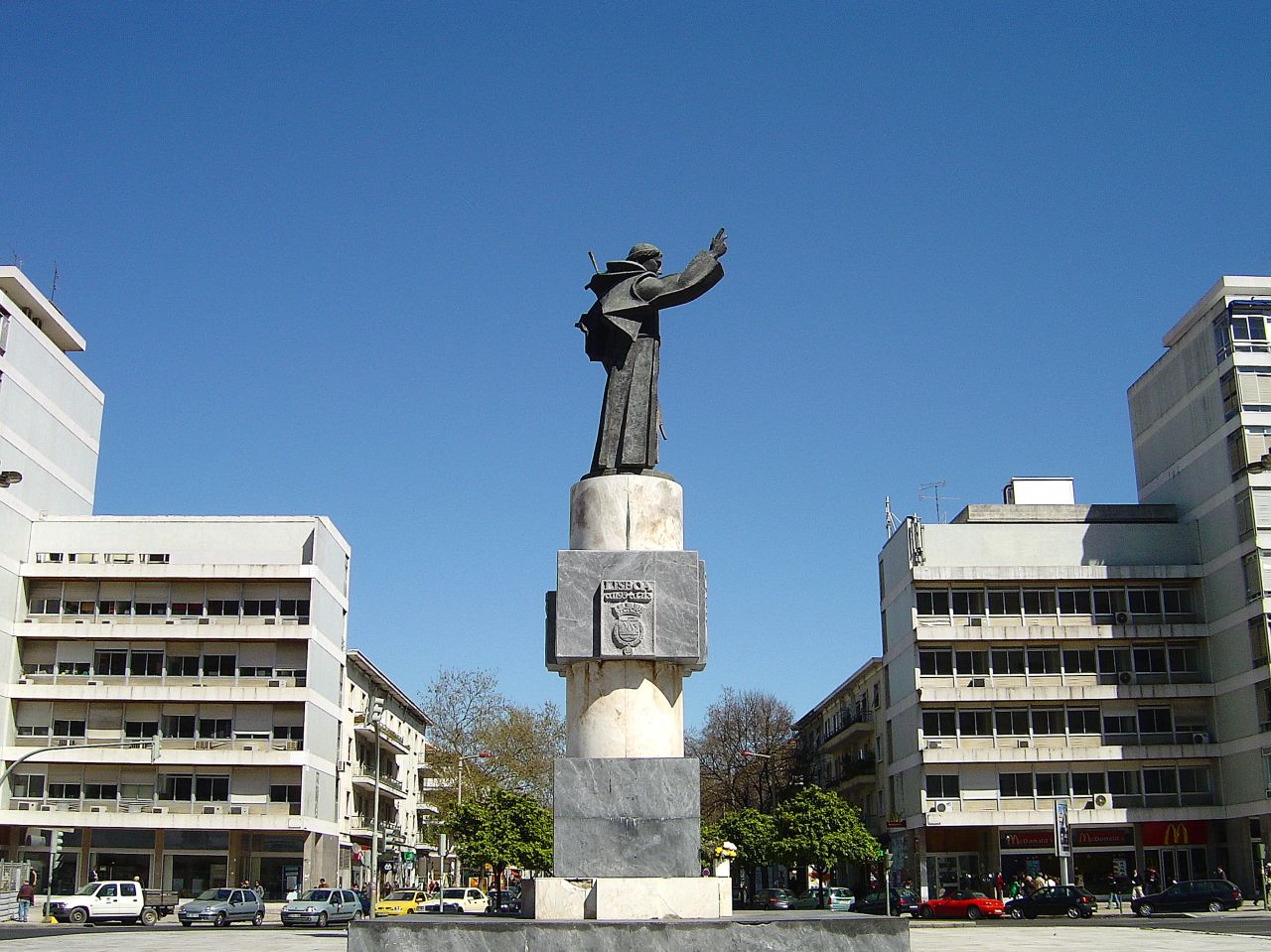
A lateral do Monumento a Santo Antônio em 2007.

O Monumento de Santo António foi da autoria do arquitecto Carlos Antero Ferreira e do escultor António Duarte, e construído entre 1970 e 1972. Foi inaugurado na Praça de Alvalade a 4 de Outubro de 1972.

## Características
O Monumento de Santo António está situado no centro da Praça de Alvalade. Está rodeado por uma rotunda no cruzamento entre a Avenida da Igreja e a Avenida de Roma. Situa-se na freguesia de Alvalade.
O monumento inclui uma estátua de bronze com 5,5 metros de altura. Está colocado sobre um pedestal formado por 4 blocos de mármore com esculturas. A altura total do monumento é de 12 m e pesa 78 toneladas. A estátua representa Santo António de Lisboa, um padre católico romano dos séculos XII e XIII. É o padroeiro oficial da cidade de Lisboa, sendo o dia da sua morte, 13 de junho, comemorado como feriado municipal, conhecido como Dia de Santo António.